# Arhitektura u 1473.
◄◄ | ◄ | 1470. | 1471. | 1472. | 1473.  | 1474. | 1475. | 1476. | ► | ►►
Arhitektura • Astronomija • Glazba • Knjige • Književnost • Kršćanstvo • Medicina • Pravo • Promet • Slikarstvo • Znanost
Arhitektura u 1473.

## Hrvatska i u Hrvata

### Događaji
- Nakon smrti Jurja Dalmatinca, Nikola Firentinac preuzima gradnju Šibenske katedrale.

### Smrti
- Juraj Dalmatinac

## Vanjske poveznice
|  | Zajednički poslužitelj ima još gradiva o temi Arhitektura u 1470-im |